# Zatoka Amundsena (Arktyka)
Zatoka Amundsena (ang. Amundsen Gulf, fr. Golfe d’Amundsen) – zatoka, która znajduje się na Morzu Beauforta (Ocean Arktyczny).
Usytuowana między wyspami Banksa i Wiktorii a brzegiem Kanady. Przeciętna głębokość wynosi 300 metrów, maksymalna około 600 m. Rozciąga się na 400 km długości i do 200 km szerokości. Powierzchnia zatoki jest pokryta lodem lub pakiem lodowym od września lub października do maja, przy czym pokrycie to jest zmienne zarówno w ciągu roku jak w okresach wieloletnich. W lecie ciepła woda z rzeki Mackenzie, wiatr oraz temperatura powierza powodują, że w lipcu i początku sierpnia wody zatoki są wolne od lodu.
Prowadzi przez nią jeden ze szlaków żeglugowych przejścia Północno-Zachodniego.
Brzegi zatoki są zamieszkane przez niewielką liczbę ludności. Największe osiedlami są Sachs Harbour, Ulukhaktok i Paulatuk, znajdujące się w Regionie Osadniczym Inuvialuit. 
Na lodzie i wodach zatoki bytują niedźwiedzie polarne oraz foki z gatunku nerpa obrączkowana oraz fokowąs brodaty natomiast w wodach zatoki białuchy arktyczne, wal grenlandzki śledź pacyficzny, golec zwyczajny, sajka, ogak, głowaczowate oraz dwa gatunki flądrowatych (lodzica i gwódzica).
W latach 1999–2001 po raz pierwszy w znaleziono w wodach zatoki ryby nerki i gorbusze. 
W zachodniej części zatoki na północ od półwyspu Tuktoyaktuk znajduje się powracająca każdej zimy połynia przylądka Bathurst (sięgającą w okresie największego rozwoju do wyspy Baillie), którą w całości lód pokrywa jedynie od połowy października po połowy listopada. Miejsce to obfituje w liczne gatunki kaczek takich jak edredon turkan, edredon pacyficzny i lodówka. 